# Torsionssteife Kupplung
Torsionssteife Kupplungen sind Maschinenelemente zur Übertragung von Drehbewegungen und Drehmoment zwischen zwei Wellen. Wie Kupplungen generell werden sie überwiegend eingesetzt, um eine Trennung der beiden Wellen zu ermöglichen und/oder einen gewissen Lage- und Winkelversatz zwischen den Mittelachsen der Wellen zuzulassen. Um diese Abweichungen in axialer oder lateraler Richtung und in der Fluchtung zu kompensieren, die etwa durch thermische Ausdehnungen oder durch Montageungenauigkeiten verursacht werden, benötigt die Kupplung eine gewisse Elastizität.
Torsionssteife Kupplungen sind der Regelfall. Sie lassen keine Verdrehung zwischen den beiden miteinander gekoppelten Wellen zu und unterscheiden sich darin beispielsweise von Rutschkupplungen, von Kraftfahrzeug-Kupplungen, von schwingungsdämpfenden Kupplungen, die kurzfristige Abweichungen der Winkelgeschwindigkeit von An- und Abtriebsseite erlauben sowie von kardanischen Kupplungen, die sich zwar Drehmomenten gegenüber steif verhalten, bei denen es aber konstruktionsbedingt zu periodischen Abweichungen der Winkelgeschwindigkeiten kommt. 

## Einsatz und Ausführung
Torsionssteife Kupplungen begegnen aufgeprägten Drehmomenten mit wesentlich geringeren Verdrehungen als schwingungsdämpfende Kupplungen. Der Verdrehwinkel, welcher durch das aufgeprägte Drehmoment entsteht, liegt normalerweise unter 0,1° und ist dem Antriebsdrehmoment proportional. Das macht torsionssteife Kupplungen interessant für Antriebe, bei denen geringe Winkeldifferenzen mit einiger Genauigkeit zu übertragen sind, z. B. bei Schrittantrieben.
Typische Vertreter der torsionssteifen Kupplungen sind beispielsweise Metallbalgkupplungen oder Federstegkupplungen. Typischerweise sind die verwendeten Werkstoffe Stahl oder Aluminium. Mittlerweile werden auch Kunststoffe wie PEEK für Kupplungen in der Lebensmittelindustrie oder der Luft- und Raumfahrt eingesetzt. Aluminium und PEEK haben aufgrund ihrer niedrigeren Dichten den Vorteil, dass das Bauteil ein geringeres Massenträgheitsmoment besitzt.
Bei großem veränderlichen Radialversatz, der in Profilieranlagen, Beschichtungsanlagen, Walzenantrieben und Kalandern vorkommt, kann die Schmidt-Kupplung eingesetzt werden.
Eine ermüdungsfreie, da vollständig aus hochwertigem Stahl gefertigte Sonderform für höchste Drehmomente ist die Flexlink-Kupplung, eine beugeelastische torsionssteife Stahlkupplung. Sie dient zum Ausgleichen von radialen, axialen und winkeligen Verlagerungen zwischen zwei Wellen bei geringen Reaktionskräften. Tangential angeordnete Federstäbe dienen als elastisches Verbindungselement in der Kupplung. Die Federstäbe sind an ihren Enden am Innenteil und am Außenteil der Kupplung fixiert. Tritt eine Wellenverlagerung auf, so wird der Kupplungsinnenteil gegenüber dem Kupplungsaußenteil gebeugt. Die Beugekapazität der Kupplung wird durch die Anzahl der Federstabpaare bestimmt.
Neueste Entwicklungen im Industriebereich, vor allem wo hohe Drehzahlen bei großen Leistungen gefordert sind, gehen in Richtung Faserverstärkter Verbundwerkstoffe. Anwendungsbeispiele hierfür sind etwa Schiffsantriebe, dezentrale Kraftwerksanlagen oder auch Windkraftwerke.
Mit Hilfe dieser modernen Werkstoffe ist es möglich das Ermüdungsverhalten von Gummikupplungen zu vermeiden und trotzdem einen Winkelausgleich zu ermöglichen. Das kardanische Prinzip wird hier in der Regel über eine mit FEM ausgelegte, gewellte Membran auf jeder Seite erreicht. Vorteile dieses Composite-Kupplungsprinzips sind:
- Sehr hohe Steifigkeit
- Geringe Massen, dadurch rasches Ansprechen und wenig Massenträgheit
- Minimale, nahezu lineare Verlagerungs-Reaktionskräfte
- Exzellente Schwingungs- und Elektroisolationseigenschaften: Schalldämmung und Vermeidung von Kriechströmen vom Generator zum Motor
- keine Elektrokorrosion.

Torsionssteife Kupplungen fallen begrifflich unter die Kategorie drehsteife und biegeelastische Kupplungen. Eine Ausnahmestellung nimmt die Parallelkurbelkupplung (Schmidt-Kupplung – Quelle: Roloff/Matek Maschinenelemente) ein. Der Ausgleich von beispielsweise radialen Verlagerungen erfolgt nicht auf Grund eines biegeelastischen Verhaltens, sondern durch eine reine kräftefreie Schwenkbewegung von nadelgelagerten parallelen Gliederpaaren.
Torsionssteife Kupplungen finden in vielfältigen Anwendungen Einsatz, bei denen Drehbewegungen und/oder Drehmomente präzise übertragen werden müssen. Dabei kann die Übertragung hoher Drehmomente im Vordergrund stehen. Dies ist bei dem Einsatz im Maschinenbau wie in Druckmaschinen, Verpackungsmaschinen, Förderanlagen oder Blechumformung der Fall.
Andere Anforderungen stellen sich in der Sensorik. Hier hat eine Drehgeberkupplung die Aufgabe, Messinstrumente vor mechanischen Überbeanspruchungen zu schützen und die Übertragung der Drehbewegung entsprechend der Auflösung des Drehgebers exakt zu gewährleisten.